# Кытманов, Александр Игнатьевич
Алекса́ндр Игна́тьевич Кытма́нов (1858—1910) — краевед, историк, почвовед, ботаник, общественный деятель; основатель Енисейского краеведческого музея.

## Биография
Родился 6 июня 1858 года в Енисейске в семье золотопромышленника.
По окончании Петербургского университета (в 1881 году получил степень кандидата естественных наук) участвовал в экспедициях В. В. Докучаева по изучению почв Европы и ряда губерний России.
В 1882 году поселился в Енисейске.
В 1888 году с единомышленниками организовал Енисейский краеведческий музей и 20 лет являлся его заведующим. Первым в Енисейске приступил к чтению лекций в мужской и женской гимназиях и публичных лекций в общественной собрании с демонстрацией музейных материалов на темы:
- О жизни растений
- О зверях Енисейского края
- О морском пути в Сибирь.

Александр Игнатьевич Кытманов скончался в 1910 году.

## Печатные труды Кытманова
- Материалы для флоры сосудистых растений Енисейского округа Енисейской губернии // Труды Томского общества естествоиспытателей и врачей. — Томск, 1894. — С. 90—158.
- Материалы к народной медицине Енисейского округа. 1: Лекарственные травы // Отчет Общества врачей Енисейской губернии за 1892—93 гг. — Красноярск, 1893. — С. 147—172.
- Медицинские растения Енисейского округа // Отчет Общества врачей Енисейской губернии за 1891—92 год. — Красноярск, 1892. — С. 147—158.
- Некоторые данные к геологии золотоносных россыпей Северо-Енисейского горного округа // Вестник Золотопромышленности. — 1895. — № 8 (материалы обработаны профессором Зайцевым).
- Рыбный промысел и рыбная торговля в низовьях Енисея. — СПб., Трактат Общества Судоходства, 1899. — 19 с.
- К флоре сосудистых растений Ангары // Изв. Краснояр. подотд. Вост.-Сиб. отд. Рус. геогр. о-ва. — Красноярск, 1906. — Т. 2, вып. 1.
- Материалы для истории Енисейского округ // Изв. Вост.-Сиб. отд. Рус. геогр. о-ва. — Иркутск, 1914. — Т. 43. — С. 39—63.
- Енисейский общественный местный музей и общественная публичная библиотека. — Енисейск, 1886. — 64 с.
- О рыболовстве по р. Енисею от Енисейска до Гольчихи. — [Отд. отт. из журн. «Рус. судоходство» март — апр. 1898 г.]. — [Б. м., не ранее 1898]. — 49 с.
- Краткая летопись Енисейского уезда и Туруханского края, 1594—1893 гг. — Енисейск, 1920. — 52 c. — Издана часть.
- Краткая лѣтопись Енисейскаго уѣзда и Туруханскаго края Енисейской губернiи. 1594–1893 годъ / вступ. ст. Л. П. Бердникова [Таежная страна Александра Кытманова]. – Красноярск : Сиб. федер. ун-т, 2016. – 888 с.